# Notoptya fuscularia
Notoptya fuscularia är en fjärilsart som beskrevs av W. Warren 1906. Notoptya fuscularia ingår i släktet Notoptya och familjen Uraniidae. Inga underarter finns listade i Catalogue of Life.